# Nathaniel Davis

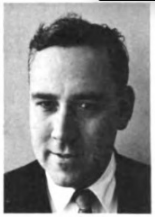
Nathaniel Davis, diplomático estadounidense que sirvió en el United States Foreign Service durante 36 años.

Nathaniel Davis (12 de abril de 1925  – 16 de mayo de 2011) fue un diplomático estadounidense que sirvió en el United States Foreign Service durante 36 años.

## Desarrollo
Davis nació en  Boston. Se graduó en la  Brown University doctorándose en The Fletcher School of Law and Diplomacy. Sirvió como Asesor Senior en asuntos soviéticos y de Europa del Este de Lyndon Johnson y como Secretario Asistente de Asuntos Africanos en la  Administración desde 1975-1976. También sirvió como  enviado en Bulgaria (1965-1966), y  Embajador en Guatemala (1968-1971), Embajador en Chile  en el periodo de la Unidad Popular a cargo de la Operación FUBELT  (1971-1973), y  Embajador en Suiza (1976-1977) y director general del Servicio Externo  (1973-1975), entre otros puestos.  Actualmente es Profesor Emérito Alexander and Adalaide Hixon de Humanidades en el Harvey Mudd College.

## Guatemala
En 1966, Julio César Méndez Montenegro fue elegido presidente de Guatemala bajo la bandera de la  "apertura democrática." Méndez Montenegro fue el candidato del PArtido Revolucionario, un partido de centro izquierda de la era  post-Ubico. Apenas asumido llegó Nathaniel Davis al país. La embajada norteamericana financió organizaciones paramilitares como la Mano Blanca y el Ejército Secreto Anticomunista, formándolos y armándolos.  Estas organizaciones fueron los antecesores de infame  "Escuadrón de la muerte"  Asesores militares de las Fuerzas Especiales del Ejército de los Estados Unidos  (Green Berets) fueron enviados a Guatemala  para entrenar el ejército de ese país solo para contrainsurgencia y represión convirtiéndolo en el más efectivo y sofisticado de Centroamérica.  Su primo César Montenegro Paniagua diputado bajo el gobierno de Jacobo Arbenz Guzmán fue secuestrado , torturado y asesinado durante su presidencia.
La represión dio sus frutos y el próximo gobierno fue de un militar: En 1970, el Coronel Carlos Manuel Arana Osorio fue elegido presidente .Una nueva guerrilla entró al país por México, a las tierras altas occidentales en  1972.

## Gobierno de Allende
Nathaniel Davis estuvo de embajador en Chile en todo el periodo de desestabilización de Salvador Allende, presidente democrático de Chile y en los primeros pasos de la instalación de la dictadura militar que lo siguió.
Por el Acta de Libertad de Información de 1999  se liberaron muchos de los archivos secretos de la época que relatan las movidas secretas norteamericanas
Entre las revelaciones de los documentos antes secretos, fueron los siguientes:
- Las notas manuscritas tomadas por el director de la CIA Richard Helms, que registran las órdenes del presidente Richard Nixon, para fomentar un golpe de Estado en Chile[6][5]
- En la primera reunión entre Helms y altos funcionarios de la agencia acerca de las operaciones secretas cuyo nombre en código "FUBELT", un grupo de trabajo especial bajo la supervisión del Director Adjunto de Planes de la CIA, Thomas Karamessines, se ha estableció, dirigido por el veterano agente David Atlee Phillips.  El memorando señala que la CIA debe preparar un plan de acción para el Asesor de Seguridad Nacional, Henry Kissinger en 48 horas.[7][5]
- Henry Kissinger, Thomas Karamessines y Alexander Haig (asistente militar de Henry Kissinger y de la Operación 40), en una reunión del 15 de octubre de 1970, hablaron de la promoción de operaciones encubiertas para un golpe de Estado en Chile, conocido como "Track II". Las órdenes de Kissinger a la CIA fueron  "continuar manteniendo la presión sobre cada punto débil de Allende a la vista.[8]
- En un cable secreto, Thomas Karamessines que transmitía las órdenes de Kissinger al jefe de la CIA en Santiago, Henry Hecksher afirma: "Es política firme y continua que Allende sea derrocado por un golpe de Estado.[9]"[5]
- La CIA publicó una serie de operaciones secretas destinadas a presionar al presidente Eduardo Frei Montalva para que apoyara "un golpe militar que impediría a Allende desde que asumió el cargo el 3 de noviembre.[10]"[5]
- Después de la elección de Salvador Allende, los Estados Unidos consideró tratar de Chile expulsado de la Organización de Estados Americanos.[11]
- Funcionarios de la Embajada y el Oficina de Planificación Política del Departamento de Estado   pidieron que se cortara la ayuda económica y militar al dictadura de Pinochet por motivos de derechos humanos, pero fueron rechazadas por Nathaniel Davis y los funcionarios del Pentágono y el Departamento del Tesoro.[12][5]

## Renuncia
La Operación IA Feature, una operación encubierta de la Agencia Central de Inteligencia, autorizada por el gobierno de los Estados Unidos  para ayudar a las organizaciones terroristas  UNITA de  Jonas Savimbi y FNLA  de Holden Roberto  en  Angola. El  Presidente de los Estados Unidos Gerald Ford aprobó el programa el 18 de julio de 1975 a pesar de una fuerte oposición de los oficiales del Departamento de Estado de los Estados Unidos  el más notable Davis, y la  CIA. Dos días después de la aprobación Davis le anunció a  Henry Kissinger,   Secretario de Estado de los Estados Unidos, que mantener el secreto de IA Featureiba a ser imposible. Davis predijo correctamente que la Unión Soviética respondería aumentando su participación en Angola, llevando a más violencia y aún más opinión negativa después de que habían salido recién del golpe de Estado del 11 de septiembre de 1973 contra Salvador Allende en Chile. Cuando Ford aprobó el programa Davis renunció. John Stockwell, el jefe de la Estación CIA en Angola, hizo eco de las críticas de Davis afirmando que el programa debía expandirse para que fuera exitoso, pero ya era muy grande para mantenerlo fuera del escrutinio público.  El delegado de Davis y exembajador en  Chile como él, Edward Mulcahy,  también se opuso a la participación directa. Mulcahy presentó tres opciones para la intervención norteamericana en el 13 de mayo de 1975. Mulcahy creía que la Administración Ford podría usar la diplomacia contra la ayuda externa al   MPLA Comunista, rechazó participar en peleas de facciones, o aumentar la ayuda al FNLA y UNITA.  Advirtió sin embargo que ayudar al g UNITA no le sentaría bien a Mobutu Sese Seko, dictador de  Zaire.